# The Green Prince
The Green Prince (deutsch Der grüne Prinz) ist ein deutsch-israelisch-britischer Dokumentarfilm von Nadav Schirman aus dem Jahr 2014. Der Film basiert auf dem Buch Sohn der Hamas: Mein Leben als Terrorist von Mosab Hassan Yousef aus dem Jahre 2010.
The Green Prince handelt vom Leben Mosab Hassan Yousefs, dem Sohn des Hamas-Mitbegründers Scheich Hassan Youssef, der unter Gonen Ben Yitzhak als Informant für den israelischen Geheimdienst Schin Bet tätig war.
Der Film wurde auf dem Sundance Film Festival 2014 uraufgeführt und gewann dort den Audience Award: World Cinema Documentary. Offizieller deutscher Kinostart war der 27. November 2014.

## Inhalt
Mosab Hassan Yousef ist Sohn des Scheich Hassan Yousef, der als eine der führenden Persönlichkeiten und Mitbegründer der Hamas gilt. Nachdem sein Vater in den 90er Jahren mehrmals von den israelischen Behörden in Haft genommen wird, beschließt Mosab im Alter von 17 Jahren illegal Waffen zu erwerben, um bewaffneten Widerstand gegen die israelischen Behörden zu leisten. Er wird daraufhin vom israelischen Geheimdienst Schin Bet festgenommen und als Informant rekrutiert.
Yousef wird aufgrund seiner Stellung als Sohn des Hamas-Mitbegründers, unter dem Decknamen „The Green Prince“, zu einem der wichtigsten Informanten des Schin Bet. Sein Kontaktagent Gonen Ben Yitzhak wird schließlich aus dem Geheimdienst entlassen, woraufhin auch Yousef sein Dasein als Informant beendet. Er setzt sich in die USA ab. Dort wird ihm wegen seiner Verbindung zur Hamas zunächst das Asylrecht verwehrt. Yitzhak unterrichtet in Folge die amerikanischen Behörden von Yousefs Arbeit als Informant für den israelischen Geheimdienst, woraufhin Yousef Asyl gewährt wird.

## Rezeption
The Green Prince wurde von der englischsprachigen Kritik überwiegend positiv aufgenommen. Jason Gorber von Twitchfilm lobte die detaillierte Darstellung der inneren Umtriebe der Hamas und der Verhör- und Rekrutierungsmethoden des Shin Bet. Rob Nelson kritisierte den Film in Variety für seine „unfilmische Inszenierung“, die er als „Kinematografie der Talking Heads“ bezeichnete. Xan Brooks hingegen schrieb für The Guardian, The Green Prince sei „fesselnd wie ein gut konzipierter Hollywood-Thriller und psychologisch komplex wie eine griechische Tragödie.“ Auch Boyd van Hoeij nannte den Film in seiner Kritik für den Hollywood Reporter „fesselnd und emotional“.
In den deutschen Medien erhielt die Dokumentation überwiegend gute Kritiken. Frank Arnold (epd Film) bezeichnet den Film gegenüber der Komplexität des Vorgängers In the Darkroom als ziemlich geradlinig: „Wo der eine Film seine Protagonisten zur Reflexion über ihr Handeln brachte, da begnügt sich dieser mit der Aufzeichnung desselben“. Michael Meyns vom Webportal programmkino.de kritisiert, dass sich Schirman „meist [...] mit der Nacherzählung eines Lebenslaufs begnügt, der sich irgendwo zwischen faszinierend und spekulativ bewegt“ statt die moralischen Fragen zu beantworten, die sich bei der Rezeption ergeben.

## Rechtevergabe
Die amerikanische Produktionsfirma Electric City Entertainment erwarb im Frühjahr 2014 die Rechte für ein Spielfilmremake von The Green Prince.